# Јавница
Јавница је насељено мјесто у општини Двор, у Банији, Сисачко-мославачка жупанија, Република Хрватска.

## Историја
Овде је 1876. године одржана Народна скупштина у Јамници.
Јавница се од распада Југославије до августа 1995. године налазила у Републици Српској Крајини.

## Становништво
На попису становништва 2011. године, Јавница је имала 48 становника.
| Националност       | 1991. | 1981. | 1971. | 1961. |
| Срби               | 216   | 267   | 294   | 351   |
| Југословени        | 1     | 3     | 1     |       |
| Хрвати             | 1     |       | 2     |       |
| остали и непознато | 1     | 5     | 1     | 1     |
| Укупно             | 219   | 275   | 298   | 352   |

| Демографија | Демографија | Демографија |
| Година      | Становника  | Становника  |
| ----------- | ----------- | ----------- |
| 1961.       | 352         |             |
| 1971.       | 298         |             |
| 1981.       | 275         |             |
| 1991.       | 219         |             |
| 2001.       | 72          |             |
| 2011.       |             | 48          |

## Попис 1991.
На попису становништва 1991. године, насељено место Јавница је имало 219 становника, следећег националног састава:
| Попис 1991.‍ | Попис 1991.‍ | Попис 1991.‍ | Попис 1991.‍ | Попис 1991.‍ |
| ----------- | ----------- | ----------- | ----------- | ----------- |
|             |             |             |             |             |
| Срби        | Срби        |             | 216         | 98,63%      |
| Грци        | Грци        |             | 1           | 0,45%       |
| Југословени | Југословени |             | 1           | 0,45%       |
| Хрвати      | Хрвати      |             | 1           | 0,45%       |
| укупно: 219 |             |             |             |             |

## Знамените личности
- Јован Бандур, српски композитор и диригент